# Рабе, Томас
Томас Рабе (нем. Thomas Rabe; род. 18 февраля 1951 года, Гейдельберг, Вюртемберг-Баден) — немецкий специалист в области акушерства и гинекологии, профессор университетской клиники Хайдельберга, автор многочисленных публикаций.

## Жизнь
Учился на медицинском факультете Хайдельбергского университета. С 1983 года работал врачом-гинекологом, занимался исследованиями в области стероидного обмена в плаценте, новых методов планирования семьи и гормонотерапии. Способствовал внедрению компьютерных методов обучения.
С 1995 по 1999 годы отвечал за научную деятельность Центра WHO (Международный Центр Здоровья) в Женеве. Член редколлегий многих немецких и зарубежных изданий. 
Будучи внуком Йона Рабе, занимался исследованиями в области истории отношений между Китаем и Японией и основал при поддержке своей семьи Центр Йона Рабе, претворяющего в жизнь идеи деда.
Развивает научные контакты в области гинекологии и эндокринологии с Будапештским университетом в Венгрии и Темесварским университетом в Румынии. Ведет совместную работу со специалистами в Университетах Хошимина и Ханоя во Вьетнаме.
Участник многочисленных международных конгрессов. Почетный врач и почетный профессор Румынии. Многие его работы переведены на другие языки.
Член международного Совета Австрийской службы за границей.